# 綾瀬警察署
綾瀬警察署（あやせけいさつしょ）は、東京都にある警視庁が管轄する警察署の一つである。第六方面本部所属。署員数およそ330名、識別章所属表示はSK。

## 所在地
- 東京都足立区谷中四丁目1番24号
  - 最寄駅：東京地下鉄千代田線北綾瀬駅

## 施設
- 代用刑事施設（留置場）

## 管轄区域
足立区のうち、以下の町丁の全部を管轄。
- 綾瀬地域
  - 足立一・二・三・四丁目
  - 西綾瀬一・二・三・四丁目
  - 綾瀬一・二・三・四・五・六・七丁目
  - 弘道一・二丁目
  - 青井一・二・三・四・五・六丁目
- 梅島地域の一部
  - 中央本町一・二・三・四・五丁目
  - 平野一・二・三丁目
  - 一ツ家一・二・三・四丁目
- 渕江地域の一部
  - 保塚町
  - 六町一・二・三・四丁目

- 花畑地域の一部
  - 西加平一・二丁目
  - 加平一・二・三丁目
  - 北加平町
  - 谷中一・二・三・四・五丁目
  - 神明南一・二丁目
  - 神明一・二・三丁目
  - 六木一・二・三・四丁目
  - 辰沼一・二丁目
- 東渕江地域
  - 佐野一・二丁目
  - 大谷田一・二・三・四・五丁目
  - 中川一・二・三・四・五丁目
  - 東和一・二・三・四・五丁目
  - 東綾瀬一・二・三丁目

## 沿革
- 1961年（昭和36年）4月1日：西新井署より綾瀬警察署を分離設置。
- 1997年（平成9年）1月29日：2代目の庁舎完成。
- 1998年（平成10年）8月1日：本署および西新井署より竹の塚警察署を分離設置。

## 組織
- 警務課
- 会計課
- 交通課
- 警備課
- 地域課
- 刑事組織犯罪対策課
- 生活安全課

## 交番
- 中川交番（足立区中川五丁目1番3号）
- 大谷田交番（足立区大谷田三丁目4番20号）
- 弘道交番（足立区弘道一丁目30番5号）
- 綾瀬駅東口交番（足立区綾瀬三丁目10番18号）
- 綾瀬駅西口交番（足立区綾瀬一丁目38番16号）
- 綾瀬六丁目交番（足立区綾瀬六丁目28番1号）
- 東和交番（足立区東和二丁目13番18号）
- 一ツ家交番（足立区一ツ家三丁目8番14号）
- 五反野駅前交番（足立区足立四丁目41番13号）
- 神明交番（足立区神明南二丁目8番14号）
- 中央本町交番（足立区中央本町一丁目17番2号）

## 駐在所
- 足立駐在所（足立区足立三丁目28番9号）

## 不祥事
- 2013年10月15日夜、綾瀬署地域課所属で中央本町交番（東京都足立区）に勤務する男性巡査長（24）が実弾入りの拳銃を所持したまま勤務中に失踪した。18日午後7時過ぎ、栃木県内のホテルにいるところを警視庁の捜査員が見つけ、違法に拳銃や実弾を所持したとして、銃刀法違反容疑で逮捕した。

- 2014年秋、男女4人（男3人・女1人）が処分された。女性警官（以下A）は非番で私服姿で1人体制の交番に繰り出た。当時交番には男性警官1人（以下B）がいたが2人は一目のつかない場所でキスをした。Aは綾瀬署管轄の複数の交番に繰り出てB以外の男性警官（以下C・D）とも性的な関係を持っていた。Aは交番で宿泊もしていた。Aを含む4人は問題発覚後辞職した。

## 主な事件
- 女子高生コンクリート詰め殺人事件（1988年11月から翌1989年1月にかけて綾瀬7丁目界隈で起きた少年事件。1人の被害者女性に対し、加害者側は逮捕された主犯4人を含めた正犯（共同正犯）や共犯者は下は中学1年生を含めおよそ30人にも及ぶとされるが、主犯4人以外は厳重注意の処分のみであった[1]。また、加害者宅に監禁中には近隣から何件か110番通報があったという。同89年3月に別の強姦事件の取り調べで偶々発覚したが、週刊文春による報道をキッカケに捜査や取り調べが本格的にはじまったとされる[2]。）
- 足立区女性教諭殺害事件（1978年に大谷田の小学校で発生し、公訴時効後の2004年になり発覚した事件。）

### 主な未解決事件
- 綾瀬母子殺人事件（1988年の事件。当初被疑者とされた少年3人らは不処分の冤罪事件となった。その後は未解決事件として公訴時効をむかえた。）
- 綾瀬五丁目マンション敷地内殺人事件（1999年6月の事件。暴走族同士の抗争で、元中国籍で日本に帰化した被疑者による殺人事件。2024年現在も逃亡中で、全国に指名手配されている[3]。）